# Ver-lès-Chartres
Ver-lès-Chartres település Franciaországban, Eure-et-Loir megyében. Lakosainak száma 776 fő (2022. január 1.). Ver-lès-Chartres Barjouville, Corancez, Dammarie, Morancez és Thivars községekkel határos.

## Népesség
A település népessége az elmúlt években az alábbi módon változott:
| Lakosok száma | 330  | 708  | 748  | 769  | 819  | 794  | 783  | 770  | 763  | 776  |
|               | 1968 | 1982 | 1990 | 2006 | 2013 | 2015 | 2017 | 2019 | 2020 | 2022 |